# Emese Hunyady
Emese Hunyady (Budapest, Hungría, 4 de marzo de 1966) es una deportista austríaca de origen húngaro que compitió en patinaje de velocidad sobre hielo.
Participó en seis Juegos Olímpicos de Invierno, entre los años 1984 y 2002, obteniendo tres medallas, bronce en Albertville 1992, en 3000 m, y dos en Lillehammer 1994, oro en 1500 m y plata en 3000 m.
Ganó tres medallas en el Campeonato Mundial de Patinaje de Velocidad sobre Hielo entre los años 1992 y 1994, y tres medallas en el Campeonato Mundial de Patinaje de Velocidad sobre Hielo en Distancia Individual entre los años 1996 y 2000. Además, obtuvo tres medallas en el Campeonato Europeo de Patinaje de Velocidad sobre Hielo entre los años 1992 y 1994.

## Palmarés internacional
| Juegos Olímpicos                           | Juegos Olímpicos          | Juegos Olímpicos  | Juegos Olímpicos      |
| Año                                        | Lugar                     | Medalla           | Prueba                |
| ------------------------------------------ | ------------------------- | ----------------- | --------------------- |
| 1992                                       | Albertville (Francia)     | Medalla de bronce | 3000 m                |
| 1994                                       | Lillehammer (Noruega)     | Medalla de oro    | 1500 m                |
| 1994                                       | Lillehammer (Noruega)     | Medalla de plata  | 3000 m                |
| Campeonato Mundial                         |                           |                   |                       |
| Año                                        | Lugar                     | Medalla           | Prueba                |
| 1992                                       | Heerenveen (Países Bajos) | Medalla de plata  | Clasificación general |
| 1993                                       | Berlín (Alemania)         | Medalla de plata  | Clasificación general |
| 1994                                       | Butte (Estados Unidos)    | Medalla de oro    | Clasificación general |
| Campeonato Mundial en Distancia Individual |                           |                   |                       |
| Año                                        | Lugar                     | Medalla           | Prueba                |
| 1996                                       | Hamar (Noruega)           | Medalla de bronce | 1000 m                |
| 1999                                       | Heerenveen (Países Bajos) | Medalla de oro    | 1500 m                |
| 2000                                       | Nagano (Japón)            | Medalla de bronce | 1500 m                |
| Campeonato Europeo                         |                           |                   |                       |
| Año                                        | Lugar                     | Medalla           | Prueba                |
| 1992                                       | Heerenveen (Países Bajos) | Medalla de plata  | Clasificación general |
| 1993                                       | Heerenveen (Países Bajos) | Medalla de oro    | Clasificación general |
| 1994                                       | Hamar (Noruega)           | Medalla de bronce | Clasificación general |